# Kalappia celebica
Genre
Espèce
Classification phylogénétique
Statut de conservation UICN

 VU B1+2c : Vulnérable
Kalappia celebica est une espèce de plantes à fleurs dicotylédones de la famille des Fabaceae (légumineuses), sous-famille des Caesalpinioideae. C'est un arbre originaire d'Indonésie. C'est l'unique espèce du genre Kalappia (genre monotypique).

## Description
Kalappia celebica est un arbre qui peut atteindre 40 mètres de haut, avec un fût de 90 cm de diamètre et des contreforts atteignant 3 mètres de haut et 20 cm d'épaisseur, et s'étendant vers l'extérieur sur 2 mètres.

## Utilisation
L'arbre fournit un bois d'œuvre apprécié localement, où il est connu sous le nom de « kalapi ». Il est généralement exploité dans la nature pour une utilisation locale et était exporté en quantité lorsqu'il était plus abondant.

## Répartition
L'espèce ne se rencontre que dans les environs de Malili dans l'île de Célèbes (Sulawesi).

## Statut de protection
Elle est classée comme « vulnérable » (VU) dans la Liste rouge des espèces menacées de l'UICN. 